# 洗衣球

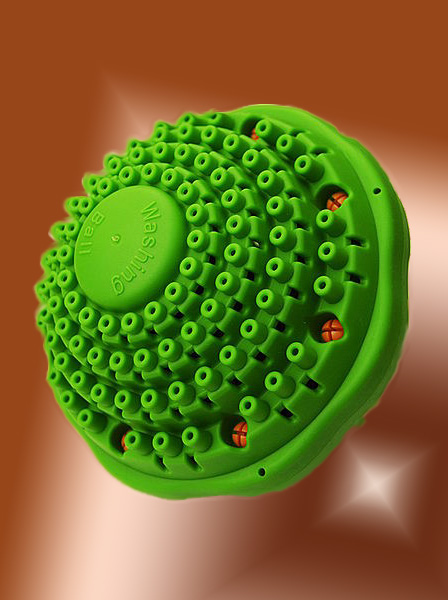

洗衣球（英語：Laundry Ball、Washing Ball）是一種製造商聲稱只要跟衣服一起放進洗衣機，就不用洗衣粉和柔順劑的環保洗滌產品。製造商聲稱洗衣球能以物理及化學方式清除衣物的污垢。
關於洗衣球的發明人士、時間和地點，目前眾說紛紜。有一說是在1990年代的美國，也有一說是韓國科學家的研究成果。

## 生產商聲稱的好處
生產商和代理商指出，洗衣球和洗衣粉相比，通常具有無需使用洗衣劑，減少衣物打結，節省水費、電費等多項好處。

## 洗衣球的洗衣原理
洗衣球的洗衣原理，會根據不同生產商而有所不同，部分廠商聲稱其產品採用先進技術，例如納米技術、遠紅外線、負離子、銀離子、納米銀、打散水分子團等，達到洗滌衣物『零污染』。
然而，廠商為推銷洗衣球所套用的科學名詞和理論，是否在洗衣時真正能夠取代洗衣粉和柔順劑，以至這些理論是否正確無誤，仍受到消費者組織、學術機構的質疑。
香港消費者委員會和專家指出，水分子團並不是固定大小，而是以動態平衡形式存在，每一刻都在改變。產品聲稱可以把水分子團縮小、穩定水分子團的大小和控制水分子的排列方式，在現實中完全不可能做到。
另外，無論是自然環境存在的水，或者是自來水，水分子的大小本身已屬奈米（nanometer）單位的範圍內，把經過所謂特殊處理後的水稱為「奈米水」，就如同說「母親是女性」般無異。
香港大學化學系講師指出，近年不少商品將科學用詞加諸水分之上，有濫用名詞之嫌，所謂的功能亦「太神奇」。
香港中文大學化學系教授指出，水分子無論在液態或固態中都是通過氫鍵，生成離合、大小不一的水團簇存在。況且，水分子中氫鍵的強弱與多少，不表示水有什麼神奇的能量。

## 使用洗衣球要注意的事項
- 使用溫水、熱水洗衣，可能會令洗衣球受損、破裂。
- 洗衣球或許不能抵受洗衣機脫水時的離心力。
- 部分洗衣機具有烘乾功能，洗衣球和衣物一起烘乾或會對洗衣球、衣物，甚至洗衣機造成損害。
- 部分洗衣球聲稱其內藏珠子是用陶瓷、礦物材料製造，一旦洗衣球破損而流出，可導致洗衣機的排水管或水泵被堵塞。
- 如果洗衣機的使用說明書未有提及可以使用洗衣球，用家應考慮清楚是否會因為使用洗衣球而令衣物或洗衣機受損，或會令洗衣機的保固失效。

## 香港消費者委員會的測試
1997年3月14日，香港消費者委員會對洗衣用品的測試報告：
當時被測試的洗衣用品共有21款，包括一款洗衣球。
結果顯示，三個測試樣本(包括洗衣球)的去污效能在57%至63%之間。這與用清水洗滌的效能(54%)相差不遠。
2011年11月15日，香港消費者委員會對洗衣球的測試報告：
洗衣球的去污能力猶如只用清水。
測試將染有17種污漬，包括咖啡、紅酒、醬汁、血液等的棉布，分別以清水、洗衣粉、洗衣液及洗衣球洗滌，比較上述清潔用品的洗滌效果，結果顯示全部被測試的洗衣球，去污功效與清水無異。
消費者使用洗衣球初期，可能會發現其洗衣效果與平常用的洗衣粉一樣，誤以為是洗衣球發揮功效，這可能是由於：
（一）洗衣機內部還留有殘餘洗衣劑。
（二）如果衣物沒有難以去除的污漬，只用清水洗滌也可以達到一定的清潔效果。
共有三款洗衣球被消費者委員會作為測試的樣本。
兩款洗衣球樣本經過20次清洗後，重量明顯下降（12%及40%），其中一個樣本在清洗60次後破爛，無法量度其重量。該樣本聲稱含有非離子表面活性劑，可能因其溶解而令樣本重量明顯下降。
雖然生產洗衣球的廠商聲稱洗衣球內部的珠子，是採用高科技納米技術製成。但測試發現，其中一個洗衣球內的珠子，只是用普通洗衣粉壓製而成。這些珠子會在使用過程中溶化，令洗衣球的重量下降。而這個樣本的表現，已經是被測試的洗衣球中表現最佳，但實際洗滌效果仍然無法和洗衣粉、洗衣液相提並論。
另外，有被測樣本的洗衣球，其內部珠子一旦被放入清水中，珠子便會令清水變得混濁。整體而言，全部洗衣球樣本的洗滌效果如同只用清水，有樣本未達其標示的使用次數便破爛，洗衣球也難以達到部分廠商所聲稱的『零污染』。
測試亦發現即使只用清水，在洗衣機清洗染有醬油和番茄醬的棉布，仍可有效去除90%醬油和60%番茄醬的污漬，使用洗衣球卻沒有額外的去污效能。
由於洗衣球的洗衣效果，與只用清水洗衣並無分別，涉及提供失實陳述而違反法例，已轉交香港海關跟進。